# Trijn van Leemput

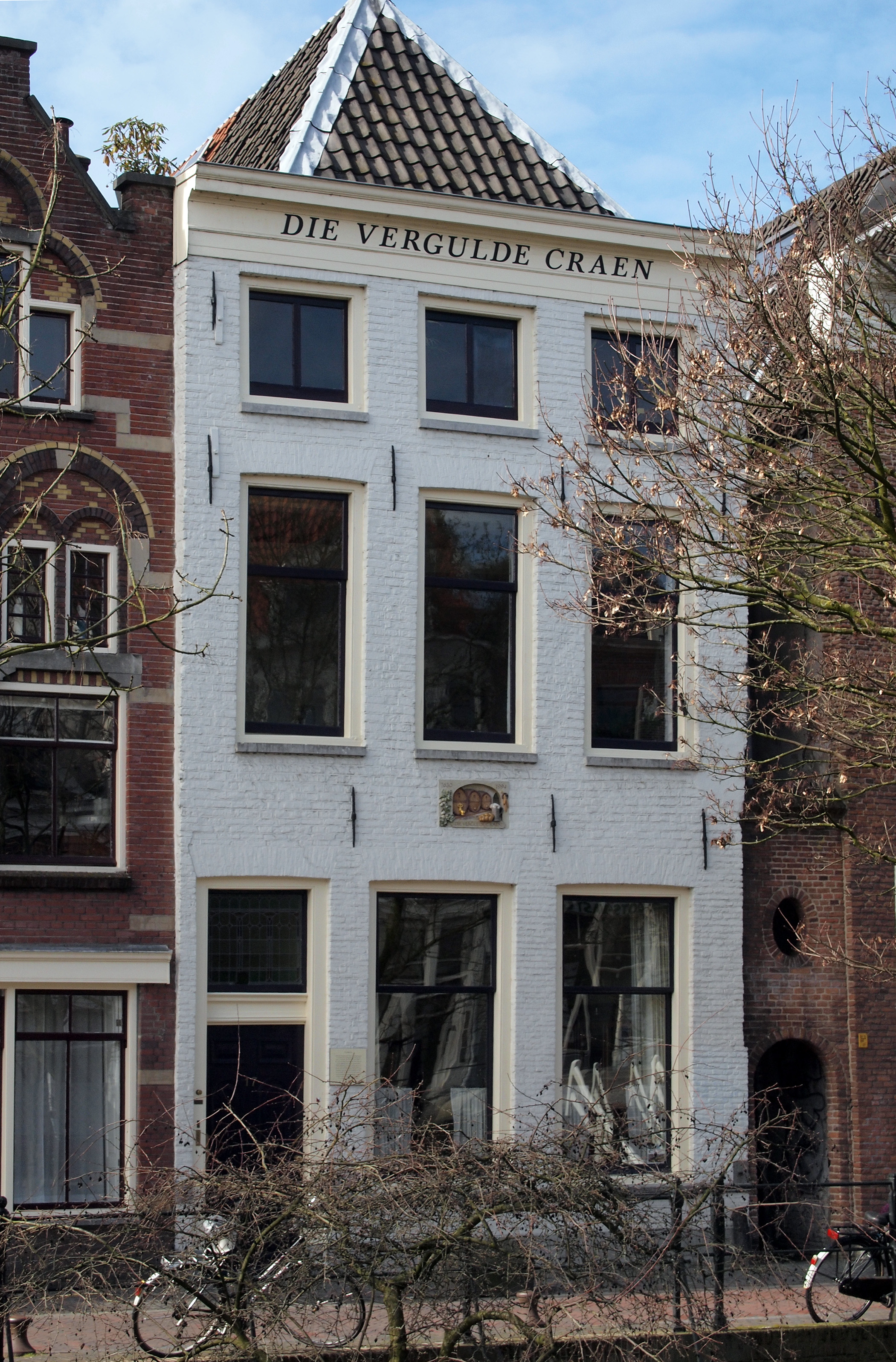
"Die Vergulde Craen" aan de Oudegracht 17.

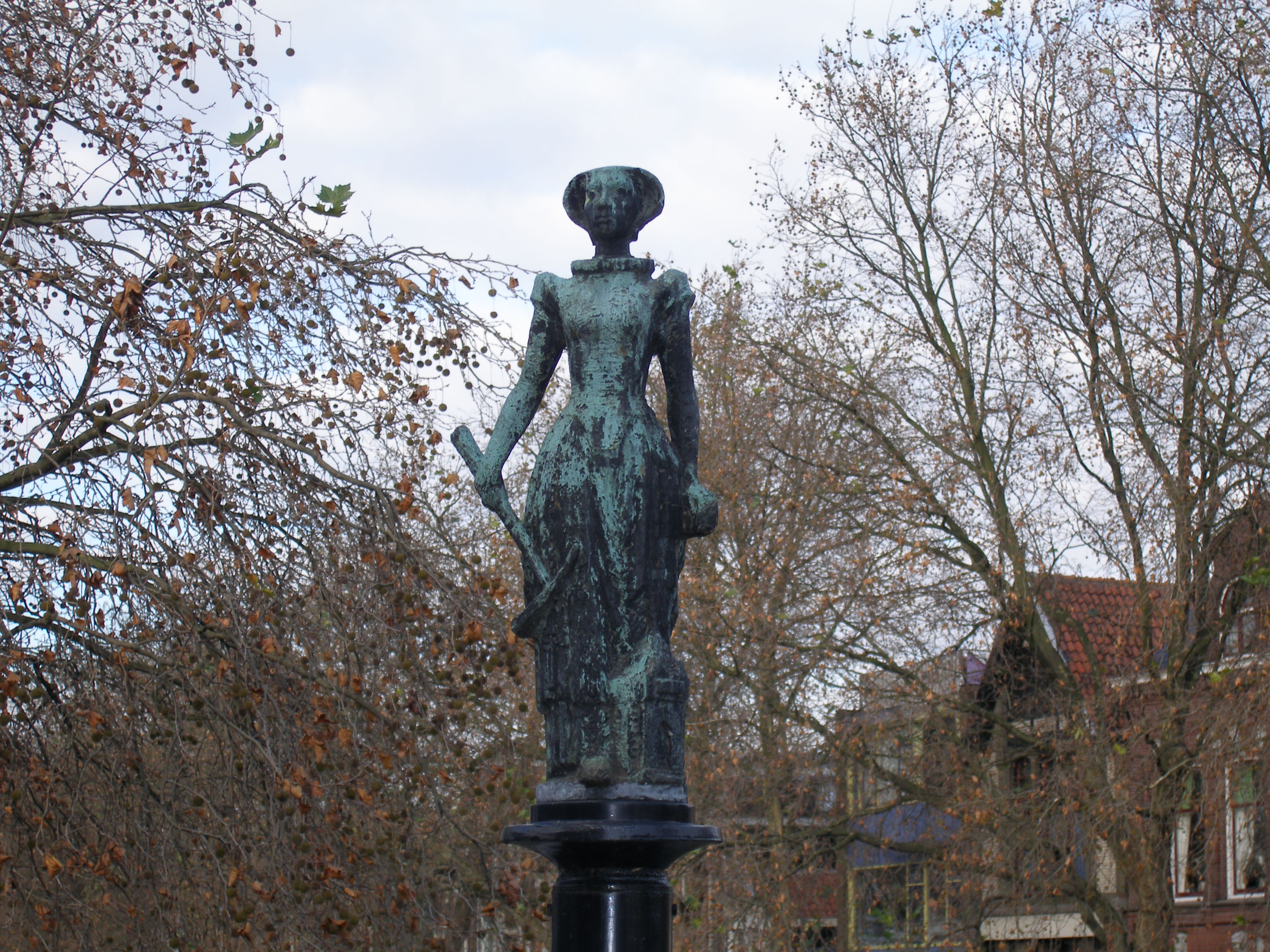
Beeld van Trijn van Leemput op de Zandbrug te Utrecht (vervaardigd door Pieter d'Hont).

Trijn van Leemput (ca. 1530 - Utrecht, 1607) was een Utrechtse verzetsheldin aan het begin van de Tachtigjarige Oorlog. Volgens de overlevering zou ze op 2 mei 1577 na het beleg van Vredenburg een grote groep vrouwen hebben verzameld en zijn opgetrokken naar het kasteel Vredenburg, waar ze het signaal gaf om het kasteel te slopen.

## De legendarische Trijn van Leemput
Kasteel Vredenburg werd in 1529-1532 gebouwd in opdracht van keizer Karel V. Na de Pacificatie van Gent in 1576, waarbij de Nederlanders besloten de Spanjaarden te verdrijven, volgde een beleg van zeven weken van het kasteel door de Nederlandse rebellen. Na onderhandelingen vertrok het Spaanse garnizoen uit het kasteel. De burgers van Utrecht eisten dat het kasteel gesloopt zou worden, maar de Staten van Utrecht waren hier op tegen. Op 2 mei 1577 besloten de Utrechters, onder leiding van Trijn van Leemput, om het kasteel dan maar zelf te slopen.
Volgens de overlevering verzamelde Trijn van Leemput een grote groep vrouwen en trok op naar het kasteel. Trijn droeg een blauw schort aan een ragebol gebonden als vaandel. Aangekomen bij het kasteel gaf ze het sein tot slopen door de eerste stenen los te wrikken. Hierna begonnen de andere burgers de muren van het kasteel met bijlen, hamers en houwelen af te breken.
Voordat Trijn van Leemput optrok naar het kasteel, zou ze het al eerder aan de stok hebben gekregen met twee Spaanse soldaten die bij haar in huis inwoonden. Nadat ze de soldaten op diefstal had betrapt zou ze een van hen van een hoge trap hebben geschopt en de ander een mes op de keel hebben gezet. Volgens Johan van Beverwijck (1594-1647) zou ze de twee Spanjaarden, "tot haren huyse geherberght, aldaer (gelijkckse onuytsprekelicke moetwilligheyt door de geheele stadt bedreven) eenigh gewelt wilden doen, sy den eenen van een hooge trap schopten, den anderen onder de voet smeet, ende haren voet op sijn borst settende, een groot mes trock uyt de scheyde, die op haer sijde hing, ende daermede den Spaengjaert dreyghde den beck te vegen. Die genoegh te doen hadde, om genade te roepen, en had noyt geweten dat het soo benauwt was onder een vrouw te leggen".
Het verhaal werd opgetekend door Arnold Buchelius (1565-1641) in zijn Diarium en Johan van Beverwijck in zijn Van de uutnementheyt des vrouwelicken geslachts. Latere historici hebben het waarheidsgehalte van het verhaal in twijfel getrokken.

## De historische Trijn van Leemput
Archiefonderzoek heeft uitgewezen dat Trijn van Leemput wel degelijk heeft bestaan. Ze werd rond 1530 geboren, waarschijnlijk dicht bij Vreeswijk, als dochter van Willem Claesz. van Voorn en Geertruyt. Ze is bekend onder verschillende namen. Haar voornaam wordt ook als Catrijn of Catharina geschreven. Haar achternaam wordt ook gegeven als van de Leemput, van Limpen, van Voorn of Voornen (haar geboortenaam) en de Berghes ten Essendelle.
In 1555 betrok ze samen met haar man, de brouwer en molenaar Jan Jacob van Leemput, het grachtenpand "Die Vergulde Craen" aan de Oudegracht in Utrecht, tegenwoordig nummer 17. Haar man had in 1566 het naastgelegen bolwerk Morgenster in pacht met de erop aanwezige molen. Ook bezat het echtpaar een huis tegenover kasteel Vredenburg. 
Tijdens hun leven gingen ze over van het rooms-katholieke geloof naar de gereformeerde kerk. Na haar dood in 1607 werd Trijn begraven in de Domkerk.
Het gezin was rond 1577 een van de voornaamste families van de stad. Jan Jacob was hopman van de schutterij, deken van het Brouwersgilde, en in het stadsbestuur was hij onder meer raad (1585, 1589), schepen (1577-1588) en stadskameraar (1585). In oktober 1577 was hij een van de vier gedeputeerden die namens de Staten van Utrecht met Willem van Oranje onderhandelden over het verdrag waarbij Utrecht zich aansloot bij de Pacificatie van Gent. Na zijn overlijden zette Trijn de brouwerij voort.
Trijn van Leemput en haar man kregen twee dochters en twee zonen:
- Digna (1553-?). getrouwd met Peter van Dam, in 1619 burgemeester van Amersfoort. Zij kregen drie zoons, waaronder Willem van Dam.
- Daniel (1555-?), ingetreden in het klooster van de minderbroeders te Utrecht.
- Adam (1558-?), waarschijnlijk getrouwd met Anna van Wayenoyen.
- Catharina (1562-1629), huwde rond 1587 de brouwer Ghijsbert van Nijendael; zij kochten het stadskasteel Blijdenstein.

## Eerbetoon
Al in de 17e eeuw werd Trijn van Leemput afgebeeld op enkele schilderijen. Bij haar woonhuis aan de Oudegracht staat sinds 1995 op de Zandbrug een standbeeld van Trijn, met houweel in de hand. Het beeld is gemaakt door Pieter d'Hont.
Trijn van Leemput is beschermvrouwe van de Utrechtse carnavalsvereniging. Utrecht wordt in carnavalstijd omgedoopt tot 'Leemput'.
Centrum Trijn van Leemput, een voormalig Utrechts vormingscentrum voor volwassenen, werd naar Van Leemput vernoemd, evenals een straat in de Utrechtse wijk Overvecht. Aan die Catherijn van Leemputdreef staat sinds 2017 ook een tweede beeld van Van Leemput, een bronzen beeld van kunstenaar Amiran Djanashvili.
De kinderboekenschrijfster Thea Beckman heeft het verhaal van Trijn van Leemput en haar gezin gebruikt als uitgangspunt voor het historisch fictieve jeugdboek De val van de Vredeborch (1988).
In april 2013 werd door PostNL een postzegel uitgebracht met een afbeelding van Trijn van Leemput, in het kader van het verschijnen van het boek (en de tentoonstelling) 1001 vrouwen uit de Nederlandse geschiedenis.

#### Catharijne gaat niet terug op Trijn
De naam Catharijne in Catharijnesingel, de voormalige Catharijnebaan en winkelcentrum Hoog Catharijne is ontleend aan het Catharijneveld dat vernoemd was naar Catharina van Alexandrië. Het was de middeleeuwse naam van het huidige Vredenburg.